# 马尔谢勒
马尔谢勒（法語：Martiel，法語發音：[maʁsjɛl]）是法国阿韦龙省的一个市镇，属于鲁埃格自由城区。该市镇2009年时的人口为1,009人。

## 人口
马尔谢勒人口变化图示
| 数据来源：INSEE |